# Xenopirostris
Xenopirostris Bonaparte, 1850 è un genere di uccelli della famiglia Vangidae, endemico del Madagascar.

## Tassonomia
Comprende le seguenti specie:
- Xenopirostris xenopirostris (Lafresnaye, 1850) - vanga di Lafresnaye
- Xenopirostris polleni (Schlegel, 1868) - vanga di Pollen
- Xenopirostris damii Schlegel, 1865 - vanga di Van Dam